# Rosetta, Egypten
Rosetta (eller Rashid, arabiska: رشيد, Rašīd) är en hamnstad på Medelhavets kust i Egypten. Den ligger 65 km öster om Alexandria i guvernementet Beheira och folkmängden uppgår till cirka 90 000 invånare. Den grundades omkring år 800. 
Med nedgången i Alexandria efter ottomanska erövringen av Egypten 1517, ökade Rosettas betydelse bara för att efter Alexandrias senare återkomst åter avta. Under 1800-talet var det ett populärt brittisk turistmål, känt för sina charmiga ottomanska herrgårdar och citruslundar. 
Staden Rashid kom först att bli känd i väst som Rosette, det namn som gavs den av Frankrike under Napoleon Bonapartes slag i Egypten. Staden gav även sitt namn till Rosettestenen (franska: Pierre de Rosette) som hittades av franska soldater vid den närbelägna Fort Julien 1799. Sedan Frankrike förlorat Egypten (se Fälttåget i Egypten) och stenen hamnat på British Museum, har orten (och i viss mån även stenen) ofta refererats till internationellt med den engelska namnformen (Rosetta och Rosettastenen).